# エル・アルト
エル・アルト（El Alto：スペイン語で「高地」の意）は、ボリビアのラパス県の都市である。

## 概要
実質上の首都ラパス（憲法上の首都はスクレ）に隣接し、ラパス都市圏の一部を形成する。

## 地理

### 位置
ラパス市街は峡谷の地形に構築されたが、エル・アルトはその南西に位置するアルティプラーノ（Altiplano）と呼ばれる高原平地にあり、標高4,150mで世界で最も標高が高い都市の1つである。
よって酸素濃度が低く冷涼で乾燥し、夏（最暖月）の平均最高気温が16.4°Cという寒冷地型気候であり、夜間から未明にかけては氷点下まで冷える。
より低地にあって比較的気候が安定し、かつ峡谷沿いの盆地構造のため平地部の少ないラパス市街に富裕白人支配層を温存したまま、その郊外化に伴い斜面に沿ってスプロールした結果、より標高の高いこの地にラパス市域を超える人口拡大をした。
結果的にはラパス住民よりも貧民層である原住民の多い人口構成の隣接市が構成され、500メートルほどの高度差でその首都を見下ろす市街域となっている。

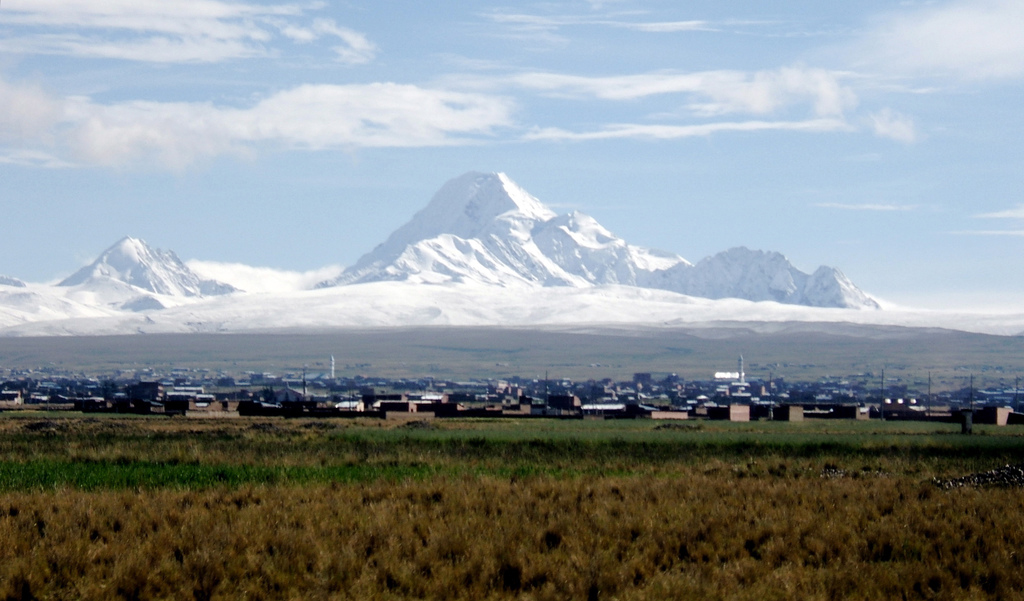
アルティプラーノ

### 気候
| 月                                        | 1月           | 2月           | 3月          | 4月         | 5月          | 6月        | 7月         | 8月          | 9月         | 10月         | 11月         | 12月         | 年             |
| ----------------------------------------- | ------------- | ------------- | ------------ | ----------- | ------------ | ---------- | ----------- | ------------ | ----------- | ------------ | ------------ | ------------ | -------------- |
| 平均最高気温 °C （°F）                    | 13.7 (56.7)   | 13.4 (56.1)   | 14.2 (57.6)  | 14.2 (57.6) | 13.1 (55.6)  | 12.8 (55)  | 12.0 (53.6) | 14.1 (57.4)  | 14.3 (57.7) | 16.4 (61.5)  | 16.4 (61.5)  | 14.9 (58.8)  | 14.13 (57.42)  |
| 日平均気温 °C （°F）                      | 8.8 (47.8)    | 8.7 (47.7)    | 8.7 (47.7)   | 8.5 (47.3)  | 7.5 (45.5)   | 6.3 (43.3) | 6.1 (43)    | 7.1 (44.8)   | 7.8 (46)    | 9.1 (48.4)   | 9.7 (49.5)   | 9.1 (48.4)   | 8.12 (46.62)   |
| 平均最低気温 °C （°F）                    | 3.0 (37.4)    | 3.1 (37.6)    | 2.7 (36.9)   | −1.2 (29.8) | −3.0 (26.6)  | −5.0 (23)  | −6.0 (21.2) | −5.0 (23)    | −2.0 (28.4) | −1.2 (29.8)  | 2.3 (36.1)   | 2.5 (36.5)   | −0.82 (30.53)  |
| 降水量 mm （inch）                        | 136.8 (5.386) | 103.6 (4.079) | 77.4 (3.047) | 31.5 (1.24) | 11.3 (0.445) | 5.6 (0.22) | 7.4 (0.291) | 14.3 (0.563) | 32.5 (1.28) | 41.6 (1.638) | 52.0 (2.047) | 86.9 (3.421) | 600.9 (23.657) |
| 平均降雨日数 （≥1 mm）                    | 4             | 4             | 3            | 0           | 0            | 0          | 0           | 0            | 0           | 0            | 1            | 3            | 15             |
| 平均降雪日数 （≥1 cm）                    | 0             | 0             | 0            | 0.2         | 0.6          | 0.8        | 2.3         | 1.6          | 1.5         | 0.6          | 0.2          | 0            | 7.8            |
| 出典1：Bolivia Weather / Clima en Bolivia |               |               |              |             |              |            |             |              |             |              |              |              |                |
| 出典2：Ogimet / Wunderground (nevadas)    |               |               |              |             |              |            |             |              |             |              |              |              |                |

ケッペンの気候区分では定義上、ツンドラ気候に属する。しかし低緯度の高地であるため、気温の年較差は小さく、冬でも平均気温が氷点下になることはない。高山気候の特徴が表れている。

### 人口
2001年の国勢調査の時点で人口は65万弱であり、8割を原住民族（約74%のアイマラ人と6%のケチュア人）が占め、残りの約20%はヨーロッパ系の子孫となっている。
また、同国最大都市圏人口を誇るラパスの衛星都市となり人口が増え続けている。
2020年では943,000人まで拡大し、同国最大都市人口のサンタクルスに次ぐ、第二の都市人口である。

## 歴史
ラパスの南西上部に位置する乾燥した台地は無人の荒野であったが、1903年にチチカカ湖とアリカからの新設鉄道が峡谷の縁まで達し、1905年には峡谷への引込み線とラパスのターミナル駅が建設された。
1939年に、エル・アルト初の小学校が開設される。
1950年代には、それまで給水車による輸送に頼っていたラパスからの導水管路の完成により、エル・アルトの著しい成長が始まる。いっぽう、ラパス峡谷の宅地は不足し土地価格は高騰、流出する住民も増加し、ラパスの郊外化の対象として発展していった。
1985年3月6日（この日付は公式な市の創立記念日）、エル・アルトおよび周辺区域はラパス市と行政的に分離され、1987年、正式に独立行政市として認可された。1994年には、国教であるローマ・カトリック教会のエル・アルト独立教区となる。
エル・アルトは、2003年から2005年のボリビアガス紛争の主要な中心地として記憶されている。戒厳令が敷かれ、武装部隊による鎮圧によって70人に及ぶ死者を出し、当時の政権が崩壊する一原因となった。

## 経済

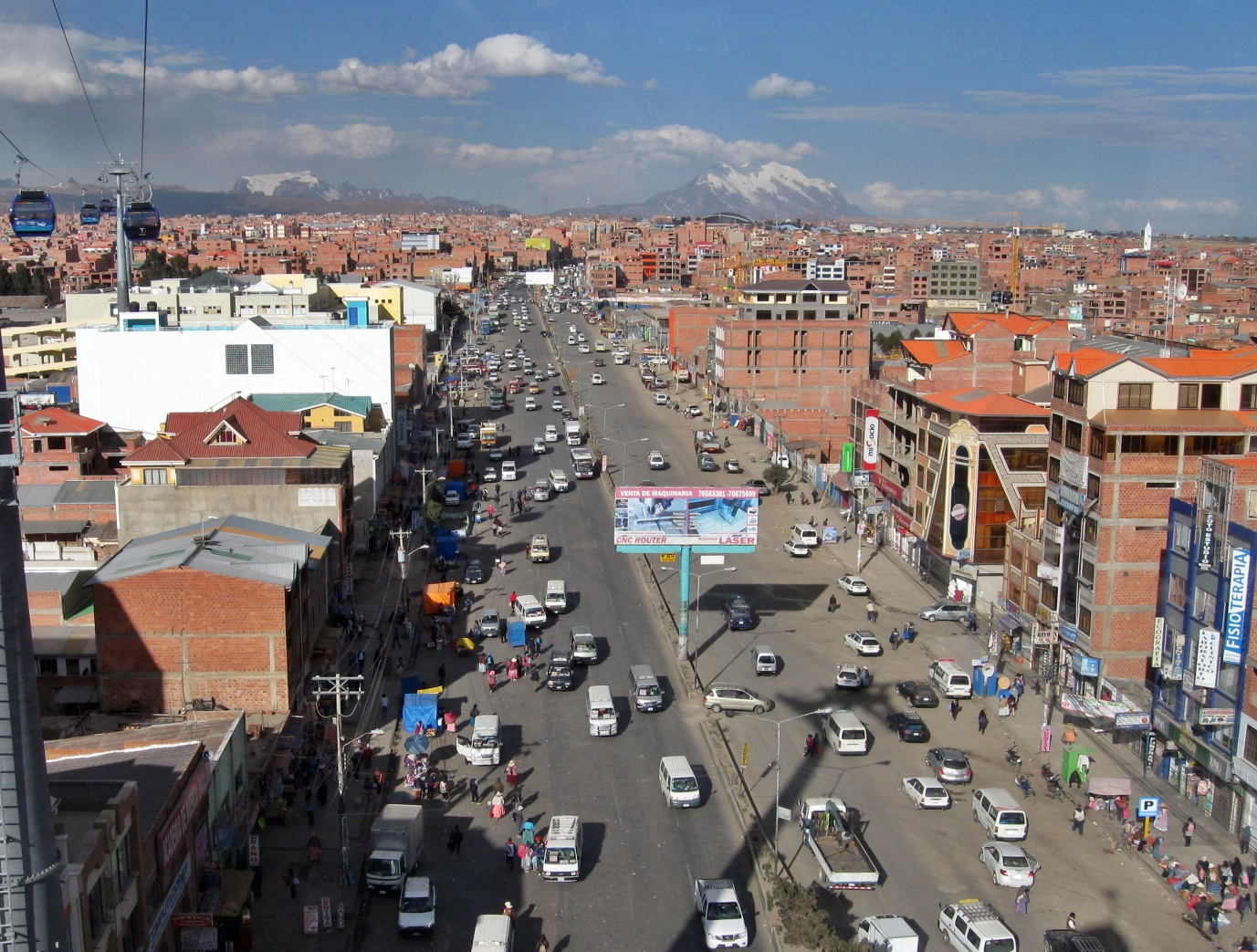
ミ・テレフェリコから見たエルアルトの街並み

1952年以来の農地改革の動勢により、近郊の農村地域からラパス周辺にかけてはボリビア国内では最も成長著しい地域である。
また、近年の商工業の成長によって、エル・アルトの地元では「ボリビアの経済首都」との呼称をも望んでいるが、実質的にはラパスへの通勤者のベッド・タウンである。
乾燥させた草を補強に混ぜた現地の土から成型される「アドベ」と呼ばれる日干しブロックを積んだ建築物によって、低層ではあるが密度の高い街区が構成されている。

## 交通

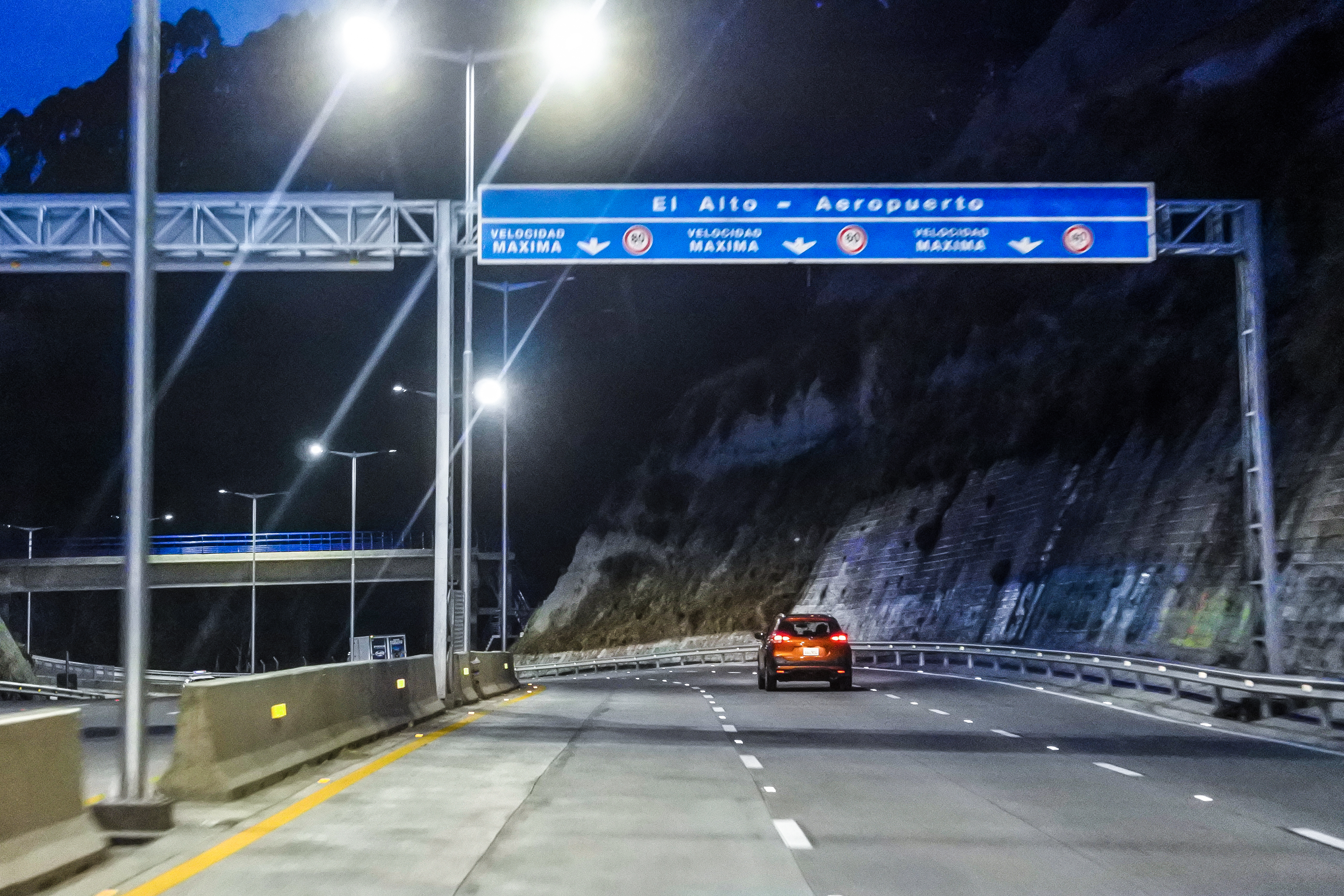
ラパス - エルアルト ハイウェイ

### 空路

#### 空港
- エル・アルト国際空港
ラパスの空の玄関口であるエル・アルト国際空港は高地側のエル・アルト市域に属している。

### 索道
最大都市ラパスと結ばれている都市索道。

#### 索道路線
- ミ・テレフェリコ
  - 青色路線：Rio Seco - Plaza UPEA -（ラパス）

### 道路

#### 高速道路
- ラパス - エルアルト ハイウェイ